# Eduard von Saß
Eduard Heinrich Hartwig Reinhold Freiherr von Saß (* 11. September 1900 in Berlin; † 1. Februar 1946 in Welikije Luki) war ein deutscher Oberst im Zweiten Weltkrieg. Er kommandierte im deutsch-sowjetischen Krieg während der Schlacht von Welikije Luki die ca. 7500 Angehörigen der Wehrmacht, die in der Stadt eingekesselt waren. Ein Militärgericht der Roten Armee verurteilte ihn und andere 1946 wegen Kriegsverbrechen zum Tode; er wurde gehängt.

## Leben
Er war Berufssoldat der Reichswehr und später der  Wehrmacht. 1935 war er Oberleutnant im Infanterie-Regiment 5.

Ab November 1942 war er als Oberstleutnant Kommandant des Grenadier-Regiments 277 der 83. Infanterie-Division. Am 25. November 1942 wurde sein Regiment mit anderen Verbänden in und um Welikije Luki von der 3. Stoßarmee der Roten Armee eingekesselt. Es entwickelte sich eine Kesselschlacht. Man übertrug Saß das Kommando über sämtliche ca. 7500 Soldaten im Kessel. Neben seinem Regiment kommandierte er nun Soldaten vom Werfer-Regiment 3, Heeres-Flak-Abteilung 286, der Artillerieregimenter 70 und 183, sowie der Heeres-Artillerie-Abteilung 736 und verschiedener rückwärtiger Dienste. Mehrere Entsatzversuche der 8. Panzer-Division, der Gruppe Klatt und der 291. Infanterie-Division scheiterten. Saß lehnte mehrfach die Kapitulation ab. Saß wurde am 19. Dezember 1942 mit dem Ritterkreuz des Eisernen Kreuzes ausgezeichnet und mit Rangdienstalter vom 1. Januar 1943 zum Oberst befördert. Am 16. Januar 1943 wurden die Reste der deutschen Truppen unter seinem Kommando schließlich von der Roten Armee überwältigt. Sie nahm 3944 Deutsche, darunter 54 Offiziere, gefangen und erbeutete 113 Geschütze, 97 Mörser, 20 Panzer und Sturmgeschütze. Die Rote Armee verlor rund 104.000 Mann, davon 23.000 Tote und Vermisste.
Am 31. Januar 1946 wurde Saß mit sieben weiteren Angehörigen des Infanterie-Regiments 277, darunter auch Saß' Vorgänger als Regimentskommandeur Fritz-Georg von Rappard, in Welikije Luki nach Verurteilung durch ein Militärgericht der Roten Armee am 1. Februar 1946 gehängt. Der Vorwurf lautete auf Kriegsverbrechen und Verbrechen gegen die Bevölkerung in Welikije Luki und bei der Anti-Partisanen-Operation „Greif“ im Raum von Witebsk.

## Familie
Saß entstammte dem baltischen Adelsgeschlecht Saß. Der Familienname wird teilweise auch Sass geschrieben. Saß heiratete 1928 Elisabeth Sachse; 1930 wurde Sohn Peer Anton geboren.